# Rivulinae
Rivulinae – podrodzina motyli z rodziny mrocznicowatych.

## Opis
Należą tu niewielkie, smukłe motyle, u których rysunek występuje tylko na przedniej parze skrzydeł. Ich głowa odznacza się rozwiniętymi przyoczkami, okrągłymi oczami, pęczkiem sterczących łusek na czole i krótkimi głaszczkami wargowymi o bardzo dużych członach środkowych i bardzo małych szczytowych. Samce mają wąskie winkulum, słabo rozwinięty sakus, zredukowany sakulus i pozbawioną wyrostków walwę. U samic torebka kopulacyjna ma krótki przewód, lejkowate ostium i trzy znamiona w korpusie.
Gąsienice mają duże, spłaszczone głowy i komplet dobrze rozwiniętych posuwek. Półkuliste jaja mają żeberkowany chorion.

## Taksonomia
Dawniej należące tu gatunki włączano do Ophiderinae. Później uznano je za osobną podrodzinę, szczególnie spokrewnioną z Hypeninae i klasyfikowaną najpierw w obrębie sówkowatych, a potem Erebidae. Nowsze filogenetyczne analizy molekularne umieszczają je w Erebidae, ale nie potwierdzają bliskiego pokrewieństwa z Hypeninae.
Takson ten obejmuje 138 opisanych gatunków, zgrupowanych w rodzajach:
- Colobochyla Hübner, 1825
- Melanomma Grote, 1875
- Mycterophora Hulst, 1896
- Oxycilla Grote, 1896
- Parascotia Hübner, 1825
- Prosoparia Grote, 1883
- Raparna Moore, 1882
- Rivula Guenée in Duponchel, 1845
- Zebeeba Kirby, 1892
- Zelicodes Grote, 1896

Nazwa Rivulinae odnosi się również do ryb strumieniakowatych, których rodzajem typowym jest strumieniakowate.